# Esteban Obiang
Esteban Orozco Fernández (ur. 7 maja 1998 w Saragossie jako Esteban Obiang Obono) – piłkarz z Gwinei Równikowej grający na pozycji prawego obrońcy. Od 2021 jest zawodnikiem klubu Antequera CF.

## Kariera klubowa
Swoją karierę piłkarską Esteban rozpoczął w 2011 roku w klubie CD Utrera. W 2016 roku awansował do pierwszego zespołu. Następnie w tym samym roku został zawodnikiem rezerw Realu Betis. W 2018 roku był wypożyczony do Utrery, a latem 2018 przeszedł na stałe do tego klubu. W 2019 został piłkarzem UD Ibiza. W latach 2019-2021 był z niego wypożyczony do CF Sant Rafel. W 2021 przeszedł do klubu Antequera CF.
| Sezon   | Klub                     | Kraj      | Rozgrywki          | Mecze | Gole |
| ------- | ------------------------ | --------- | ------------------ | ----- | ---- |
| 2015/16 | CD Utrera                | Hiszpania | Tercera División   | 7     | 0    |
| 2016/17 | Betis Deportivo Balompié | Hiszpania | Tercera División   | 0     | 0    |
| 2017/18 | Betis Deportivo Balompié | Hiszpania | Segunda División B | 3     | 0    |
| 2017/18 | CD Utrera                | Hiszpania | Tercera División   | 14    | 0    |
| 2018/19 | CD Utrera                | Hiszpania | Tercera División   | 16    | 1    |
| 2019/20 | CF Sant Rafel            | Hiszpania | Tercera División   | 23    | 2    |
| 2020/21 | CF Sant Rafel            | Hiszpania | Tercera División   | 18    | 1    |
| 2020/21 | UD Ibiza                 | Hiszpania | Segunda División B | 1     | 0    |

## Kariera reprezentacyjna
W reprezentacji Gwinei Równikowej Esteban zadebiutował 9 października 2017 w wygranym 3:1 towarzyskim meczu z Mauritiusem, rozegranym w Bacie. W 2022 roku został powołany do kadry na Puchar Narodów Afryki 2021. Na tym turnieju wystąpił w pięciu meczach: grupowych z Wybrzeżem Kości Słoniowej (0:1), z Algierią (1:0), ze Sierra Leone (1:0), w 1/8 finału z Mali (0:0, k. 6:5) i ćwierćfinałowym z Senegalem (1:3).